# Chandleria elegans
Espèce
Synonymes
Metopias elegans Sharp, 1887
Chandleria elegans est une espèce de coléoptères de la famille des Staphylinidae, de la sous-famille des Pselaphinae, de la super-tribu des Euplectitae, de la tribu des Metopiasini et de la sous-tribu des Metopiasina. Le spécimen type provient de Volcán, dans la province de Chiriquí, au Panama.